# Acraea kakana
Acraea kakana är en fjärilsart som beskrevs av Eltringham 1911. Acraea kakana ingår i släktet Acraea och familjen praktfjärilar. Inga underarter finns listade i Catalogue of Life.